# Institute Ice Stream
Der Institute Ice Stream (englisch für Institutseisstrom) ist ein Eisstrom im westantarktischen Ellsworthland. Er fließt vom Antarktischen Eisschild in nördlicher Richtung und mündet südöstlich des Hercules Inlet an der Zumberge-Küste in das Filchner-Ronne-Schelfeis.
Mannschaften des United States Antarctic Research Program und der University of Wisconsin überquerten den Eisstrom bei seismischen Untersuchungen dieses Gebiets zwischen 1958 und 1959 bzw. zwischen 1963 und 1964. Seine Ausdehnung wurde mittels Sonarortung im Rahmen eines gemeinsamen Programms des Scott Polar Research Institute, der National Science Foundation und Dänemarks Technischer Universität zwischen 1967 und 1979 ermittelt. Das UK Antarctic Place-Names Committee benannte den Eisstrom im Jahr 1984 nach dem Scott Polar Research Institute.